# Тонка кишка
Тонка́ ки́шка (лат. intestinum tenue) — відділ гастроінтестинального тракту, в якому неперетравлені поживні речовини шлункового вмісту підлягають подальшому інтенсивному гідролізу, чому сприяють секрети підшлункової залози, печінки та власне кишки, а продукти гідролізу транспортуються через стінку кишки у внутрішнє середовище організму.

## Тонка кишка людини
Тонка кишка людини поділяється на три відділи: від самого шлунка відходить дванадцятипала кишка (duodenum), потім іде порожня (jejunum) і клубова кишка (ileum).

### Дванадцятипала кишка
Дванадцятипала кишка починається під печінкою на рівні 12 грудного або 1 поперекового хребця, праворуч від хребетного стовпа. Від шлунка вона йде зліва направо і ззаду, потім повертає вниз і спускається попереду правої нирки до рівня 2 або верхнього відділу 3 поперекового хребця; тут вона повертає ліворуч, розташовується майже горизонтально, перетинаючи попереду нижню порожнисту вену, а потім йде косо вгору попереду черевного відділу аорти, і, нарешті, на рівні тіла 1 або 2 поперекового хребця, ліворуч від нього, переходить в порожню кишку. Таким чином, дванадцятипала кишка утворює підкову або неповне кільце, яке охоплює головку і почасти тіло підшлункової залози.
Початковий відділ кишки називається верхньою частиною (pars superior), другий відділ — низхідною частиною (pars descendens), останній відділ — горизонтальною (нижньою) частиною (лат. pars horisontalis (inferior)), яка безпосередньо переходить у висхідну частину (pars ascendens). При переході верхньої частини у низхідну утворюється верхній вигин дванадцятипалої кишки (flexura duodeni superior), при переході низхідної частини в горизонтальну утворюється нижній вигин дванадцятипалої кишки (flexura duodeni inferior), і, нарешті, при переході дванадцятипалої кишки в порожню утворюється найкрутіший вигин (flexura duodenojejunalis).

### Порожня кишка
Порожня кишка — гладком'язовий порожнистий орган. У стінці порожньої кишки розташовуються два шари м'язової тканини: зовнішній поздовжній і внутрішній циркулярний. Крім того, гладком'язові клітини є в слизовій оболонці кишки. Довжина порожньої кишки у дорослої людини сягає 0,9-1,8 м. У жінок вона коротша, ніж у чоловіків. У живої людини кишка перебуває в тонічно напруженому стані. Після смерті вона розтягується і її довжина може сягати 2,4 м.
Петлі порожньої кишки розташовуються в лівій верхній частині черевної порожнини. Порожня кишка з усіх боків покрита очеревиною і, на відміну від дванадцятипалої кишки, має добре виражену брижу. Від дванадцятипалої кишки порожня відокремлюється дуоденоеюнальною Л-подібною складкою Трейтца (дуоденоеюнальним сфінктером). Кислотність у порожній кишці нейтральна або слаболужна і зазвичай перебуває в межах 7-8 pH.

### Клубова кишка
Клубова кишка розташовується в правій нижній частині черевної порожнини і в області правої клубової ямки, між порожньою кишкою та верхнім відділом товстої кишки сліпою кишкою. Від останньої відокремлюється ілеоцекальний клапаном (баугнеровою заслінкою).
Клубова кишка — гладком'язовий порожнистий орган. Довжина клубової кишки у дорослої людини досягає 1,3 — 2,6 м. У жінок вона також коротша, ніж у чоловіків. Внутрішній діаметр кишки близько 27 мм. Кислотність у клубовій кишці нейтральна або слаболужна і зазвичай перебуває в межах 7-8 pH. Моторна активність клубової кишки представлена різноманітними типами скорочень, в тому числі перистальтичними і ритмічною сегментацією. Частоти такого роду скорочень специфічні для клубової кишки та знаходяться в діапазоні 0,071-0,130 Гц.

## Захворювання тонкої кишки людини
Розлад всмоктування може призвести до виникнення ентериту, який спричинений алергією на глютен — білок, який міститься в крупах, зокрема у пшениці. Поверхня кишки й ворсинки пошкоджуються, виникають серйозні проблеми зі всмоктуванням і засвоєнням їжі, організм недоотримує вітаміни та мінерали, виникає діарея, яка лише ускладнює проблему. Основні симптоми подібного стану — нудота, кал з неприємним запахом, здуття живота, біль, почервоніння шкіри, втрата ваги.
Якість крові зумовлена отриманням адекватного харчування, залежить від дієти й функціонування тонкої кишки. Оскільки тонка кишка отримує з їжі залізо, яке допомагає постачати клітини тіла киснем, низький рівень заліза в крові призводить до зменшення насиченості крові киснем.
Серед інших поширених захворювань тонкої кишки людини — виразка дванадцятипалої кишки, дуоденіт, ентерит, кишкова непрохідність, хвороба Крона, целіакія, меккелів дивертикул.

## Інші тварини
Тонка кишка є у всіх чотириногих, а також у кісткових риб, хоча його форма і довжина сильно різняться у різних видів. У кісткових риб вона відносно коротка, зазвичай приблизно в півтора раза перевищує довжину тіла риби. Зазвичай вона має кілька пілоричних каєків, невеликих мішечків по всій довжині, які допомагають збільшити загальну площу поверхні органу для перетравлення їжі. У кісткових риб немає ілеоцекального клапана, межа між тонкою кишкою та прямою кишкою позначена лише кінцем травного епітелію.
У чотириногих завжди присутній ілеоцекальний клапан, який відкривається в товсту кишку. Довжина тонкого кишечника зазвичай довша у чотириногих, ніж у кісткових, але особливо це стосується травоїдних, а також ссавців і птахів, які мають вищу швидкість метаболізму, ніж амфібії чи рептилії. Слизова оболонка тонкої кишки включає мікроскопічні складки, що збільшують площу її поверхні в усіх хребетних, але тільки у ссавців вони перетворюються на справжні ворсинки.
Межі між дванадцятипалою, порожньою та клубовою кишками дещо розмиті навіть у людей, і такі відмінності або ігноруються під час обговорення анатомії інших тварин, або є по суті умовними.
У некостистих риб, таких як акули, осетрові та дводишні риби, тонкого кишечника як такого немає. Замість цього травна частина кишечника утворює спіральну кишку, що з'єднує шлунок з прямою кишкою. У цьому типі кишківника сама кишка відносно пряма, але має довгу складку, що йде вздовж внутрішньої поверхні по спіралі, іноді на десятки витків. Цей клапан значно збільшує як площу поверхні, так і ефективну довжину кишки. Слизова оболонка спірального кишечника подібна до слизової оболонки тонкого кишечника у кісткових риб та чотириногих ссавців.
У міног спіральний клапан надзвичайно малий, можливо тому, що їхній раціон вимагає мало травлення. У міксин взагалі немає спірального клапана, і травлення відбувається майже по всій довжині кишечника, який не поділяється на різні відділи.

## Суспільство і культура
У традиційній китайській медицині тонка кишка є органом ян.